# Evropská lidová strana
Evropská lidová strana (EPP) (anglicky: European People's Party) je evropská politická strana s křesťansko-demokratickými, konzervativními a liberálně-konzervativními členskými stranami.
Založena byla především křesťansko-demokratickými stranami v roce 1976, od té doby rozšířila své členství o liberálně-konzervativní strany a strany s jinými středopravými politickými perspektivami. Dne 31. května 2022 si strana zvolila za svého předsedu Manfreda Webera.
EPP je od roku 1999 největší stranou v Evropském parlamentu a od roku 2002 v Evropské radě Je také největší stranou v současné Evropské komisi. Předsedkyně Evropské komise Ursula von der Leyenová a předsedkyně Evropského parlamentu Roberta Metsolaová jsou z EPP. Mnoho otců zakladatelů Evropské unie bylo také ze stran, které později vytvořily EPP. Mimo EU strana také kontroluje většinu v Parlamentním shromáždění Rady Evropy.
EPP zahrnuje hlavní středopravé strany, jako jsou CDU/CSU (Německo), Republikáni (Francie), CD&V (Belgie), PNL (Rumunsko), Fine Gael (Irsko), Národní koaliční strana (Finsko), Nová demokracie (Řecko), Forza Italia (Itálie), Lidová strana (Španělsko), Občanská platforma (Polsko) a Sociálnědemokratická strana (Portugalsko).

## Historie
EPP je podle svých webových stránek „rodinou politického středopravého středu, jejíž kořeny sahají hluboko do historie a civilizace evropského kontinentu a která je průkopníkem evropského projektu od jeho počátku“.
EPP byla založena v Lucemburku dne 8. července 1976 z iniciativy Jeana Seitlingera, Lea Tindemanse a Wilfrieda Martense. Prvním předsedou strany byl zvolen belgický ministerský předseda Leo Tindemans.
Koncem 90. let vyjednal finský politik Sauli Niinistö sloučení Evropské demokratické unie (EDU), jejímž byl předsedou, do EPP. V říjnu 2002 EDU ukončila svou činnost poté, co byla formálně sloučena s EPP na speciální akci v Estorilu v Portugalsku. Jako uznání jeho úsilí byl Niinistö téhož roku zvolen čestným předsedou EPP.
EPP měla sedm předsedů:
| Pořadí | Portrét | Jméno                         | Období    | Strana             | Členský stát |
| ------ | ------- | ----------------------------- | --------- | ------------------ | ------------ |
| 1.     |         | Leo Tindemans (1922–2014)     | 1976–1985 | CD&V               | Belgie       |
| 2.     |         | Piet Bukman (1934–2022)       | 1985–1987 | CDA                | Nizozemsko   |
| 3.     |         | Jacques Santer (narozen 1937) | 1987–1990 | CSV                | Lucembursko  |
| 4.     |         | Wilfried Martens (1936-2013)  | 1990–2013 | CD&V               | Belgie       |
| 5.     |         | Joseph Daul (narozen 1947)    | 2013–2019 | Republikáni        | Francie      |
| 6.     |         | Donald Tusk (narozen 1957)    | 2019–2022 | Občanská platforma | Polsko       |
| 7.     |         | Manfred Weber (narozen 1972)  | 2022–     | CSU                | Německo      |

## Platforma a manifest

### Politický manifest a platforma
Manifest zdůrazňuje:
- Svoboda jako ústřední lidské právo spojené s odpovědností
- Úcta k tradicím a spolkům
- Solidarita pomáhat potřebným, kteří by se zase měli snažit o zlepšení své situace
- Zajištění solidních veřejných financí
- Zachování zdravého životního prostředí
- Subsidiarita
- Pluralistická demokracie a sociálně tržní hospodářství

Manifest také popisuje priority EPP pro EU, včetně:
- Evropská politická unie
- Přímá volba předsedy Evropské komise
- Dokončení jednotného evropského trhu
- Podpora rodiny, zlepšení vzdělání a zdraví
- Posílení společné imigrační a azylové politiky a integrace přistěhovalců
- Pokračování rozšiřování EU, posilování evropské politiky sousedství a zvláštních rámců vztahů pro země, které nemohou nebo nechtějí vstoupit do EU
- Definování skutečně společné energetické politiky EU
- Posílení evropských politických stran

### Volební manifest
Jako ústřední součást své kampaně k evropským volbám v roce 2009 schválila EPP na svém kongresu ve Varšavě v dubnu téhož roku svůj volební program. Manifest požadoval:
- Vytváření nových pracovních míst, pokračující reformy a investice do vzdělávání, celoživotního učení a zaměstnanosti s cílem vytvořit příležitosti pro každého.
- Vyhýbání se protekcionismu a koordinaci fiskálních a měnových politik.
- Zvýšená transparentnost a dohled na finančních trzích.
- Učinit Evropu lídrem na trhu zelených technologií .
- Do roku 2020 zvýšit podíl obnovitelné energie alespoň na 20 procent energetického mixu.
- Flexibilita vstřícná k rodině pro pracující rodiče, lepší péče o děti a bydlení, fiskální politika vstřícná k rodině, podpora rodičovské dovolené.
- Nová strategie k přilákání kvalifikovaných pracovníků ze zbytku světa, aby se evropské hospodářství stalo konkurenceschopnějším, dynamičtějším a více orientovaným na znalosti.EPP na svém kongresu ve Varšavě v roce 2009 podpořila Barrosa na druhé funkční období ve funkci předsedy Komise.

### Krize Fidesz
Rozkol mezi stranou Fidesz – Maďarská občanská unie a vedením EPP nastal již v květnu 2018, kdy maďarští europoslanci zvolení za antikomunistický Fidesz protestovali proti účasti Jeana-Clauda Junckera na odhalení sochy levicového filosofa Karla Marxe v německém městě Trevír: „Marxistická ideologie vedla ke smrti desítek milionů lidí a zničila životy stovkám milionů osob, (...) Oslava jejího zakladatele je výsměchem jejich památce.“
Obavy, že maďarská vládní strana Fidesz a její vůdce Viktor Orbán podkopávají právní stát v Maďarsku, způsobily rozkol v EPP před volbami do Evropského parlamentu v roce 2019. Na jedné straně se EPP léta zdráhala zabývat se postojem Fideszu proti právnímu státu, vyjádřeným v jednání Evropského parlamentu podle článku 7. Na druhé straně předseda Evropské komise Jean-Claude Juncker, prominentní člen EPP, prohlásil: „Domnívám se, že pro Fidesz není místo v Evropské lidové straně“. Orbánovy kampaně zaměřené na miliardáře George Sorose a Jeana-Claude Junckera přinesly názory, které zpochybňovali snahu EPP dosadit svého vedoucího kandidáta Manfreda Webera jako příštího předsedy Evropské komise.
Po letech odkládání rozhodnutí o otázce Fideszu byla EPP nakonec nucena problém řešit dva měsíce před volbami do Evropského parlamentu v roce 2019, protože 13 rozhořčených členských stran požádalo o vyloučení maďarské strany z EPP kvůli její billboardové kampani Jean-Claude Juncker. 190 ze 193 delegátů EPP podpořilo 20. března 2019 společnou dohodu s Fideszem o částečném pozastavení členství. Podle ní byl Fidesz "až do odvolání" vyloučen ze schůzí EPP a interních voleb, ale zůstal ve skupině Evropské lidové strany Evropského parlamentu. Fidesz nakonec nesplnil svůj dřívější slib, že v případě penalizace opustí EPP.
V únoru 2020 prodloužila EPP pozastavení Fideszu na neurčito.
V dubnu 2020 vydalo třináct stran v rámci EPP společné prohlášení zaměřené na Donalda Tuska, ve kterém ho požádalo, aby Fidesz ze strany vyloučil. Tři dny před tím schválil maďarský parlament zákon, který vyhlásil v Maďarsku výjimečný stav a udělil premiérovi Viktoru Orbánovi právo vládnout dekrety.
Dne 3. března 2021 premiér Viktor Orbán oznámil, že Fidesz opustí skupinu EPP poté, co změnila svá vnitřní pravidla (aby umožnila suspendování a vyloučení více poslanců a jejich skupin), ačkoli Fidesz zůstal pozastaveným členem samotné EPP. Dne 18. března 2021 se Fidesz rozhodl opustit Evropskou lidovou stranu.

## Členství
V rámci EPP existují tři druhy členských organizací: řádní členové, přidružení členové a pozorovatelé. Řádnými členy jsou strany ze států EU. Mají absolutní právo hlasovat ve všech orgánech EPP a ve všech záležitostech. Přidružení členové mají stejná hlasovací práva jako řádní členové s výjimkou záležitostí týkajících se struktury nebo politik EU. Těmito přidruženými členy jsou strany z kandidátských zemí EU a zemí ESVO . Pozorovatelské strany se mohou účastnit všech aktivit EPP a účastnit se kongresů a politických shromáždění, ale nemají žádná hlasovací práva.
Zvláštní status „podpůrného člena“ uděluje předsednictvo jednotlivcům a sdružením. Přestože nemají hlasovací právo, mohou být přizváni předsedou k účasti na jednání některých orgánů strany.

### Plnohodnotné členské strany
| Země        | Český název                                      | Originální název                                  | Zkratka            | Web                                                      | Křesla v dolní komoře parlamentu | Křesla v horní komoře parlamentu | Postavení       |
| ----------- | ------------------------------------------------ | ------------------------------------------------- | ------------------ | -------------------------------------------------------- | -------------------------------- | -------------------------------- | --------------- |
| Belgie      | Christen-Democratisch en Vlaams                  | Christen-Democratisch en Vlaams                   | CD&V               | cdenv.be                                                 | 12/150                           | 5/60                             | Vláda           |
| Bulharsko   | Demokraté za silné Bulharsko                     | Демократи за силна България                       | ДСБ                | dsb.bg                                                   | 7/240                            | 7/240                            | Vláda           |
| Bulharsko   | Svaz demokratických sil                          | Съюз на демократичните сили                       | СДС                | sds.bg                                                   | 2/240                            | 2/240                            | Opozice         |
| Bulharsko   | Občané za evropský rozvoj Bulharska              | Граждани за европейско развитие на България       | ГЕРБ               | gerb.bg                                                  | 59/240                           | 59/240                           | Opozice         |
| Bulharsko   | Hnutí "Bulharsko občanů"                         | Движение "България на гражданите"                 | ДБГ                | grajdani.bg Archivováno 14. 10. 2014 na Wayback Machine. | 0/240                            | 0/240                            | Mimoparlamentní |
| Česko       | KDU-ČSL                                          | KDU-ČSL                                           | KDU-ČSL            | kdu.cz                                                   | 23/200                           | 12/81                            | Vláda           |
| Česko       | TOP 09                                           | TOP 09                                            | TOP 09             | top09.cz                                                 | 14/200                           | 6/81                             | Vláda           |
| Dánsko      | Konzervativní lidová strana                      | Det Konservative Folkeparti                       | C                  | konservative.dk                                          | 12/179                           | 12/179                           | Opozice         |
| Dánsko      | Křesťanští demokraté                             | Kristendemokraterne                               | K                  | kd.dk                                                    | 1/179                            | 1/179                            | Opozice         |
| Estonsko    | Isamaa                                           | Isamaa                                            | I                  | isamaa.ee/                                               | 12/101                           | 12/101                           | Opozice         |
| Finsko      | Strana národní koalice                           | Kansallinen Kokoomus                              | Kok.               | kokoomus.fi                                              | 38/200                           | 38/200                           | Opozice         |
| Finsko      | Křesťanští demokraté                             | Kristillisdemokraatit                             | KD                 | www.kd.fi                                                | 5/200                            | 5/200                            | Opozice         |
| Francie     | Republikáni                                      | Les Républicains                                  | LR                 | https://www.republicains.fr/                             | 104/577                          | 148/348                          | Opozice         |
| Chorvatsko  | Chorvatské demokratické společenství             | Hrvatska demokratska zajednica                    | HDZ                | hdz.hr                                                   | 62/151                           | 62/151                           | Vláda           |
| Chorvatsko  | Chorvatská demokřesťanská strana                 | Hrvatska demokršćanska stranka                    | HDS                | demokrscani.hr                                           | 1/151                            | 1/151                            | Vláda           |
| Irsko       | Keltský rod                                      | Fine Gael                                         | FG                 | finegael.ie                                              | 35/160                           | 15/60                            | Vláda           |
| Itálie      | Forza Italia                                     | Forza Italia                                      | FI                 | www.forzaitalia.it                                       | 45/400                           | 18/200                           | Vláda           |
| Itálie      | My umírnění                                      | Noi moderati                                      | NM                 | www.noimoderati.it                                       | 7/400                            | 2/200                            | Vláda           |
| Itálie      | Unie středu                                      | Unione di Centro                                  | UdC                | udc-italia.it Archivováno 4. 2. 2011 na Wayback Machine. | 1/400                            | 1/200                            | Vláda           |
| Itálie      | Lidová alternativa                               | Alternativa Popolare                              | AP                 | www.alternativapopolare.it                               | 0/400                            | 0/200                            | Mimoparlamentní |
| Itálie      | Jihotyrolská lidová strana                       | Südtiroler Volkspartei                            | SVP                | www.svp.eu                                               | 3/400                            | 2/200                            | Opozice         |
| Itálie      | Lidová základna                                  | Base Popolare                                     | BP                 | www.basepopolare.com                                     | 0/400                            | 0/200                            | Mimoparlamentní |
| Itálie      | Trentinská tyrolská autonomní strana             | Partito Autonomista Trentino Tirolese             | PATT               | www.patt.tn.it                                           | 0/400                            | 0/200                            | Mimoparlamentní |
| Kypr        | Demokratické shromáždění                         | Δημοκρατικός Συναγερμός                           | ΔΗ.ΣΥ.             | disy.org.cy                                              | 18/56                            | 18/56                            | Vláda           |
| Litva       | Vlastenecký svaz - Litevští křesťanští demokraté | Tėvynės sąjunga - Lietuvos krikščionys demokratai | TS-LKD             | tsajunga.lt                                              | 50/141                           | 50/141                           | Vláda           |
| Lotyšsko    | Jednota                                          | Vienotība                                         | V                  | vienotiba.lv                                             | 9/100                            | 9/100                            | Vláda           |
| Lucembursko | Křesťanskosociální lidová strana                 | Chrëschtlech Sozial Vollekspartei                 | CSV                | csv.lu                                                   | 21/60                            | 21/60                            | Opozice         |
| Malta       | Nacionalistická strana                           | Partit Nazzjonalista                              | PN                 | pn.org.mt                                                | 35/79                            | 35/79                            | Opozice         |
| Německo     | Křesťanskodemokratická unie Německa              | Christlich Demokratische Union Deutschlands       | CDU                | cdu.de                                                   | 151/735                          | 22/69                            | Opozice         |
| Německo     | Křesťansko-sociální unie Bavorska                | Christlich-Soziale Union in Bayern                | CSU                | csu.de                                                   | 45/735                           | 4/69                             | Opozice         |
| Nizozemsko  | Křesťanskodemokratická výzva                     | Christen-Democratisch Appèl                       | CDA                | cda.nl                                                   | 15/150                           | 9/75                             | Vláda           |
| Polsko      | Občanská platforma                               | Platforma Obywatelska                             | PO                 | platforma.org                                            | 110/460                          | 41/100                           | Opozice         |
| Polsko      | Polská lidová strana                             | Polskie Stronnictwo Ludowe                        | PSL                | psl.pl Archivováno 27. 6. 2020 na Wayback Machine.       | 19/460                           | 2/100                            | Opozice         |
| Portugalsko | Sociálně demokratická strana                     | Partido Social Democrata                          | PSD                | psd.pt                                                   | 77/230                           | 77/230                           | Opozice         |
| Portugalsko | Demokratický a sociální střed - Lidová strana    | Centro Democrático e Social - Partido Popular     | CDS-PP             | cds.pt                                                   | 0/230                            | 0/230                            | Mimoparlamentní |
| Rakousko    | Rakouská lidová strana                           | Österreichische Volkspartei                       | ÖVP                | oevp.at                                                  | 71/183                           | 22/61                            | Vláda           |
| Rumunsko    | Národně liberální strana                         | Partidul Național Liberal                         | PNL                | www.pnl.ro                                               | 80/330                           | 38/136                           | Vláda           |
| Rumunsko    | Strana lidového hnutí                            | Partidul Mișcarea Populară                        | 0/330              | 0/136                                                    | Mimoparlamentní                  |                                  |                 |
| Rumunsko    | Demokratický svaz Maďarů v Rumunsku              | Uniunea Democrată Maghiară din România            | UDMR               | udmr.ro                                                  | 20/330                           | 9/136                            | Vláda           |
| Řecko       | Nová demokracie                                  | Νέα Δημοκρατία                                    | ΝΔ                 | nd.gr                                                    | 158/300                          | 158/300                          | Vláda           |
| Slovensko   | Slovensko                                        | Slovensko                                         | Slovensko          | obycajniludia.sk                                         | 13/150                           | 13/150                           | Opozice         |
| Slovensko   | Křesťanskodemokratické hnutí                     | Kresťanskodemokratické hnutie                     | KDH                | kdh.sk                                                   | 12/150                           | 12/150                           | Opozice         |
| Slovensko   | Maďarská aliance                                 | Magyar Szövetség – Maďarská aliancia              | SZÖVETSÉG–ALIANCIA | madarska-aliancia.sk                                     | 0/150                            | 0/150                            | Mimoparlamentní |
| Slovensko   | Demokraté                                        | Demokrati                                         | Demokrati          | smedemokrati.sk                                          | 0/150                            | 0/150                            | Mimoparlamentní |
| Slovinsko   | Slovinská demokratická strana                    | Slovenska demokratska stranka                     | SDS                | sds.si                                                   | 26/90                            | 26/90                            | Opozice         |
| Slovinsko   | Nové Slovinsko - Křesťanská lidová strana        | Nova Slovenija - Krščanska ljudska stranka        | NSi                | nsi.si                                                   | 7/90                             | 7/90                             | Opozice         |
| Slovinsko   | Slovinská lidová strana                          | Slovenska ljudska stranka                         | SLS                | sls.si                                                   | 0/90                             | 0/90                             | Mimoparlamentní |
| Španělsko   | Lidová strana                                    | Partido Popular                                   | PP                 | pp.es                                                    | 88/350                           | 97/265                           | Opozice         |
| Švédsko     | Umírněná strana                                  | Moderata samlingspartiet                          | M                  | moderat.se                                               | 68/349                           | 68/349                           | Vláda           |
| Švédsko     | Křesťanští demokraté                             | Kristdemokraterna                                 | KD                 | kristdemokraterna.se                                     | 19/349                           | 19/349                           | Vláda           |

### Přidružení členové
Albánie
- Demokratická strana Albánie (PD)

 Bosna a Hercegovina
- Strana demokratické akce (SDA)
- Chorvatská demokratická unie (HDZ BiH)
- Strana demokratického pokroku (PDP)

 Černá Hora
- Bosenská strana (BS)

 Gruzie
- Sjednocená národní strana (UNM)

 Island
- Strana nezávislosti (XD)

 Norsko
- Høyre (H)

 Severní Makedonie
- Vnitřní makedonská revoluční organizace – Demokratická strana pro makedonskou národní jednotu (VMRO–DPMNE)

 Srbsko
- Srbská pokroková strana (SNS)
- Aliance vojvodinských Maďarů (VMSZ/SVM)

 Švýcarsko
- Střed

 Ukrajina
- Evropská solidarita

### Členové pozorovatele
Arménie
- Republikánská strana Arménie (HHK)
- Dědictví

 Bělorusko
- Běloruská křesťanská demokracie (BCD)
- Sjednocená občanská strana Běloruska (AHP)
- Hnutí za svobodu (MFF)

 Bosna a Hercegovina
- Chorvatská demokratická unie 1990 (HDZ 1990)

 Gruzie
- Evropská Gruzie

 Kosovo
- Demokratická liga Kosova (LDK)

 Moldavsko
- Liberálně demokratická strana Moldavska (PLDM)
- Strana platformy pro důstojnost a pravdu (PPDA)
- Strana akce a solidarity (PAS)

 Norsko
- Křesťanská lidová strana (KrF)

 San Marino
- Sanmarinská křesťanskodemokratická strana (PDCS)

 Ukrajina
- Baťkivščyna (od roku 2008)
- Svépomoc (od roku 2019)
- Ukrajinská demokratická aliance pro reformu (UDAR)

### Bývalí členové
Arménie
- Vláda práva (OEK), člen pozorovatel

 Belgie
- Les Engagés (LE)

 Bělorusko
- Běloruská lidová fronta (BNF), člen pozorovatel do roku 2017

 Francie
- Centrum sociálních demokratů
- Unie pro francouzskou demokracii
- Sdružení pro republiku
- Unie pro lidové hnutí (UMP)

 Chorvatsko
- Chorvatská rolnická strana (HSS), člen do vystoupení v květnu 2019.

 Maďarsko
- Fidesz, členství pozastaveno od 20. března 2019. Odchod z EPP 18. března 2021.
- Maďarské demokratické fórum, člen do 7.9.2009.
- Křesťanskodemokratická lidová strana, člen do 19.7.2024.

 Itálie
- Křesťanská demokracie
- Italská lidová strana
- Křesťanskodemokratický střed
- Sjednocení křesťanských demokratů
- Italská obnova
- Unie demokratů pro Evropu
- Lid svobody
- Nová středopravice

 Rumunsko
- Demokratická strana (PD)
- Demokratická liberální strana (PDL)
- Křesťanskodemokratická národní rolnická strana (PNȚ-CD)

 Slovensko
- Slovenská demokratická a křesťanská unie – Demokratická strana (SDKÚ-DS)
- Most-Híd
- Strana maďarskej komunity – Magyar Közösség Pártja (SMK-MKP)

 Španělsko
- Baskická národní strana
- Lidově demokratická strana

 Turecko
- Strana spravedlnosti a rozvoje (pozorovatel)

 Ukrajina
- Lidové hnutí Ukrajiny (pozorovatel)
- Naše Ukrajina (pozorovatel)

## Správa
EPP se řídí nařízením EU č. 1141/2014 o evropských politických stranách a evropských politických nadacích a na její činnost dohlíží Úřad EU pro evropské politické strany a evropské politické nadace.

### Předsednictvo
Předsednictvo je výkonným orgánem strany. Rozhoduje o obecných politických směrech EPP a předsedá jejímu politickému shromáždění. Předsednictvo se skládá z prezidenta, deseti místopředsedů, čestných předsedů, generálního tajemníka a pokladníka. Předseda skupiny ELS v Evropském parlamentu, předsedové Komise, Parlamentu a Rady a vysoký představitel (pokud jsou členem členské strany ELS) jsou všichni místopředsedové z moci úřední .
Předseda EPP Manfred Weber
Od 1. června 2022 je předsednictvo EPP (místopředsedové v pořadí hlasů obdržených na kongresu EPP v Rotterdamu):
- Manfred Weber – předseda (poslanec, předseda skupiny EPP)
- Thanasis Bakolas – generální tajemník
- Mariya Gabriel – místopředsedkyně (komisařka EU)
- Esther de Lange – místopředsedkyně (EP)
- Johannes Hahn – místopředseda (komisař EU)
- Siegfried Mureşan – místopředseda (EP)
- Dubravka Šuica – místopředsedkyně (komisařka EU)
- Petteri Orpo – viceprezident (šéf Kokoomus, bývalý ministr financí)
- David McAllister – viceprezident (poslanec, bývalý ministr-prezident)
- Andrzej Halicki – místopředseda (EP)
- Antonio Tajani – místopředseda (poslanec, bývalý předseda Evropského parlamentu, bývalý místopředseda Komise)
- Esteban González Pons – místopředseda (EP)
- Paulo Rangel – pokladník (MEP)
- Ursula von der Leyenová – místopředsedkyně z moci úřední (předsedkyně Evropské komise)
- Roberta Metsolaová – místopředsedkyně z moci úřední (předsedkyně Evropského parlamentu)
- Sauli Niinistö - čestný prezident (prezident Finska)

### Politické shromáždění EPP
Politické shromáždění definuje politické pozice EPP mezi kongresy a rozhoduje o žádostech o členství, politických směrech a rozpočtu. Politické shromáždění se skládá z určených delegátů členských stran EPP, přidružených stran, členských sdružení a dalších přidružených skupin. Politické shromáždění se schází nejméně třikrát ročně.

### Kongres
Kongres je nejvyšším rozhodovacím orgánem EPP. Skládá se z delegátů členských stran, sdružení EPP, poslanců Evropského parlamentu ze skupiny EPP, předsednictva EPP, národních předsedů stran a vlád a evropských komisařů, kteří patří k členské straně, přičemž počty delegátů jsou váženy podle podílu EPP na Poslanci Evropského parlamentu a jednotliví delegáti volení členskými stranami podle pravidel členských stran.
Podle stanov EPP se Kongres musí scházet jednou za tři roky, běžně se však schází i v letech voleb do Evropského parlamentu (každých pět let) a byly svolávány i mimořádné kongresy. Kongres volí předsednictvo EPP každé tři roky, rozhoduje o hlavních politických dokumentech a volebních programech a poskytuje platformu pro předsedy vlád a stranické vůdce EPP.

## Aktivity v rámci strany

### Summit
Lídři EPP se na summitu EPP setkávají několik hodin před každým zasedáním Evropské rady, aby formulovali společné postoje. Pozvánky zasílá předseda EPP a mezi účastníky jsou kromě členů předsednictva EPP všichni prezidenti a předsedové vlád, kteří jsou členy Evropské rady a patří k EPP; předsedové Evropského parlamentu, Evropské komise a Evropské rady a také vysoký představitel pro zahraniční věci za předpokladu, že patří k EPP; místopředsedové vlády nebo jiní ministři v případech, kdy předseda vlády země nepatří k členské straně EPP; a kde žádná členská strana EPP není součástí vlády, vůdci hlavní opoziční strany EPP.

### Ministerská setkání
Po vzoru summitu EPP strana také organizuje pravidelná ministerská setkání EPP před každým zasedáním Rady Evropské unie , kterých se účastní ministři, náměstci ministrů, státní tajemníci a poslanci EP v konkrétní oblasti politiky:
- Obecné záležitosti
- Zahraniční styky
- Ekonomika a finance
- Domácí aféry
- Spravedlnost
- Obrana
- Zaměstnanost a sociální věci
- Průmysl
- Zemědělství
- Energie
- Prostředí

### Další aktivity
EPP také organizuje ad hoc pracovní skupiny k různým otázkám a také setkání se svými přidruženými členy v Evropské komisi . Rovněž zve jednotlivé komisaře na schůzky vrcholných schůzek EPP a na ministerská zasedání EPP.
Po změnách nařízení EU, které upravuje eurostrany v roce 2007, je EPP, stejně jako ostatní evropské politické strany, odpovědná za organizování celoevropské kampaně k evropským volbám každých pět let. Podle Lisabonské smlouvy musí strany představit kandidáty na předsedu Evropské komise, ale EPP to již učinila tím, že v dubnu 2009 podpořila José Manuela Barrosa na druhé funkční období.
V roce 2014 proběhla první plnohodnotná kampaň EPP před evropskými volbami téhož roku. Strana nominovala bývalého lucemburského premiéra Jeana-Clauda Junckera jako svého kandidáta na předsedu Evropské komise a vedla celoevropskou kampaň v koordinaci s národními kampaněmi všech svých členských stran.

## Aktivity v rámci institucí EU
Od prosince 2019 bude EPP předsedat Evropské komisi s Ursulou von der Leyenová (CDU).

### Přehled institucí Unie
| Instituce                                | Počet sedadel |
| ---------------------------------------- | ------------- |
| Evropský parlament                       | 187/705       |
| Výbor regionů                            | 125/350       |
| Evropská komise                          | 10/27         |
| Evropská rada (hlavy států a vlád)       | 7/27          |
| Rada Evropské unie (ministři vlád států) | 11/27         |

### Evropská komise
Po vítězství EPP ve volbách do Evropského parlamentu v roce 2019 byla Ursula von der Leyen nominována EPP předsedkyní Komise . Byla schválena Evropskou radou a zvolena absolutní většinou v Evropském parlamentu. Dne 1. prosince 2019 se von der Leyenova komise oficiálně ujala úřadu. Zahrnuje 10 funkcionářů EPP z celkového počtu 27 komisařů.
| Stát       | Portrét | Komisař                 | Portfolio                                                                  | Politická strana                                                     |
| ---------- | ------- | ----------------------- | -------------------------------------------------------------------------- | -------------------------------------------------------------------- |
| Německo    |         | Ursula von der Leyenová | Prezidentka                                                                | CDU                                                                  |
| Lotyšsko   |         | Valdis Dombrovskis      | Výkonný viceprezident – Ekonomika, která pracuje pro lidi, obchod          | Jednota                                                              |
| Chorvatsko |         | Dubravka Šuica          | Viceprezidentka – Demokracie a demografie                                  | HDZ                                                                  |
| Řecko      |         | Margaritis Schinas      | Viceprezident – Propagace evropského způsobu života                        | ND                                                                   |
| Rakousko   |         | Johannes Hahn           | Komisař pro rozpočet a správu                                              | ÖVP                                                                  |
| Irsko      |         | Mairead McGuinness      | Komisařka pro finanční stabilitu, finanční služby a unii kapitálových trhů | FG                                                                   |
| Bulharsko  |         | Marija Gabrielová       | Komisařka pro inovace, výzkum, kulturu, vzdělávání a mládež                | GERB                                                                 |
| Kypr       |         | Stella Kyriakidesová    | Komisařka pro zdraví a bezpečnost potravin                                 | DISY                                                                 |
| Rumunsko   |         | Adina-Ioana Văleanová   | Komisařka pro dopravu                                                      | PNL                                                                  |
| Maďarsko   |         | Olivér Várhelyi         | Komisař pro sousedství a rozšíření                                         | EPP (Nezávislý na národní úrovni, ale přidružený k EPP na úrovni EU) |

### Evropský parlament
EPP má v Evropském parlamentu největší skupinu. V současné době má v Evropském parlamentu 182 poslanců a jejím předsedou je německý europoslanec Manfred Weber.
V každých volbách do Evropského parlamentu jsou kandidáti zvolení na listinách členských stran EPP povinni vstoupit do skupiny EPP v Evropském parlamentu.
Skupina EPP zastává pět ze čtrnácti místopředsedů Evropského parlamentu.

### Evropská rada
EPP má 10 z 27 hlav států nebo předsedů vlád EU, kteří se účastní summitů EPP v rámci přípravy Evropské rady (k říjnu 2021):
| Členský stát | Portrét | Zástupce                | Titul     | Politická strana | Člen Rady od r    |
| ------------ | ------- | ----------------------- | --------- | ---------------- | ----------------- |
| Rakousko     |         | Karl Nehammer           | Kancléř   | ÖVP              | 6. prosince 2021  |
| Chorvatsko   |         | Andrej Plenković        | Premiér   | HDZ              | 19. října 2016    |
| Kypr         |         | Nicos Anastasiades      | Prezident | DISY             | 28. února 2013    |
| Řecko        |         | Kyriakos Mitsotakis     | Premiér   | ND               | 8. července 2019  |
| Lotyšsko     |         | Arturs Krišjānis Kariņš | Premiér   | Jednota          | 23. ledna 2019    |
| Litva        |         | Ingrida Šimonytė        | Premiérka | EPP              | 11. prosince 2020 |
| Rumunsko     |         | Klaus Iohannis          | Prezident | PNL              | 21. prosince 2014 |
| Švédsko      |         | Ulf Kristersson         | Premiér   | M                | 18. října 2022    |

## Aktivity mimo Evropskou unii

### Ve třetích zemích
Prostřednictvím svých přidružených a pozorovatelských stran má EPP pět hlav států nebo vlád v zemích mimo EU:
| Stát                | Portrét | zástupci          | Titul                      | Politická strana | Od té doby u moci  |
| ------------------- | ------- | ----------------- | -------------------------- | ---------------- | ------------------ |
| Srbsko              |         | Aleksandar Vučić  | Prezident                  | SNS              | 31. května 2017    |
| Srbsko              |         | Ana Brnabić       | Premiérka                  | SNS              | 29. června 2017    |
| Bosna a Hercegovina |         | Šefik Džaferović  | Bosniak Člen předsednictví | SDA              | 20. listopadu 2018 |
| Moldavsko           |         | Maia Sandu        | Prezidentka                | PAS              | 24. prosince 2020  |
| Moldavsko           |         | Natalia Gavrilița | Premiérka                  | PAS              | 6. srpna 2021      |

### V Radě Evropy
Skupina EPP v Parlamentním shromáždění Rady Evropy hájí svobodu projevu a informací, jakož i svobodu pohybu myšlenek a náboženskou toleranci. Prosazuje princip subsidiarity a místní autonomie, jakož i obranu národnostních, sociálních a jiných menšin. Skupinu EPP/CD vede Aleksander Pociej, člen Polské občanské platformy.
Skupina EPP/CD zahrnuje také členy ze stran, které se samotnou EPP nesouvisí, včetně členů Vlastenecké unie (Lichtenštejnsko), Strany progresivních občanů (Lichtenštejnsko) a Národní a demokratické unie (Monako).

### V Organizaci pro bezpečnost a spolupráci v Evropě
„Skupina EPP a podobně smýšlející skupiny“ v Parlamentním shromáždění Organizace pro bezpečnost a spolupráci v Evropě (OBSE) je nejaktivnější politickou skupinou v tomto orgánu. Skupina se pravidelně schází a prosazuje postoje EPP. Členové skupiny EPP se rovněž účastní volebních monitorovacích misí OBSE.
Skupině předsedá Walburga Habsburg Douglas (Švédsko) a jejími místopředsedy jsou Consiglio Di Nino (Kanada), Vilija Aleknaitė Abramikiene (Litva), Laura Allegrini (Itálie) a George Tsereteli (Gruzie).
Skupina rovněž zahrnuje členy stran, které nejsou spřízněny s EPP, ale tvoří „stejně smýšlející“ strany. Mezi nimi jsou členové Vlastenecké unie (Lichtenštejnsko), Unie pro knížectví (Monako), Konzervativní strany (Spojené království), Konzervativní strany Kanady a Republikánské strany (USA).

### V Severoatlantické alianci
EPP je také přítomná a aktivní v Parlamentním shromáždění Severoatlantické aliance (NATO) a tvoří zde skupinu „EPP a přidružení členové“. Vede ji německý politik CDU Karl Lamers, který je také současným předsedou Shromáždění. Skupina také zahrnovala členy Konzervativní strany Kanady a Republikánské strany (USA), ale nyní jsou členy konzervativní skupiny.

### Vztahy se Spojenými státy
EPP má úzké vztahy s Mezinárodním republikánským institutem (IRI), organizací financovanou vládou USA zejména za účelem podpory demokracie a demokratizace. EPP a IRI spolupracují v rámci Evropské iniciativy partnerství.

### Globální sítě
EPP je evropským křídlem dvou globálních středopravých organizací, Mezinárodní demokratická unie (IDU) a Křesťanskodemokratická internacionála (CDI).

## Martens Center
Po revizi nařízení EU, které upravuje evropské politické strany v roce 2007 a které umožňuje vytváření evropských nadací přidružených k eurostranám, založila EPP v témže roce svou oficiální nadaci/think tank Centrum pro evropská studia (CES), které bylo později přejmenován jako Martens Center. Jeho členy jsou všechny hlavní národní think-tanky a nadace přidružené k členským stranám EPP: Nadace Konrada Adenauera (CDU), Nadace Hannse Seidela (CSU), Nadace pro analýzu a sociální studia (PP), Institut Constantinose Karamanlise pro Demokracie (ND), Nadace Jarla Hjalmarsona (MOD), Politická akademie Rakouské lidové strany (ÖVP), Institut pro křesťansko-demokratickou politiku (KDU-ČSL), TOPAZ (TOP 09) a další. Během volební kampaně do Evropského parlamentu v roce 2009 spustilo středisko webový modul kampaně tellbarroso.eu na podporu Jose Manuela Barrosa, kandidáta EPP na znovuzvolení předsedou Komise.
V roce 2014 na počest Wilfrieda Martense – zesnulého prezidenta EPP, který také CES založil – změnil svůj název na Martens Center.
Současným prezidentem Martensova centra je bývalý slovenský premiér Mikuláš Dzurinda.